# Ямщиков, Владимир Александрович
Владимир Александрович Ямщиков (род. 18 января 1950 года) — российский физик, специалист в области электрофизики, в том числе электродинамики, член-корреспондент РАН (2016).
Доктор технических наук (2011, тема диссертации: «Разработка, создание и исследование высокоэффективных систем электроразрядного возбуждения газовых сред молекулярных CO2-, N2- и F2-лазеров»).
В 2016 году — избран членом-корреспондентом РАН.

## Научная деятельность
Специалист в области электрофизики, в том числе электродинамики.
Автор 142 научных работ, из них 1 монографии и 1 международного патента.
Основные научные результаты:
- разработаны, созданы и исследованы высокоэффективные системы электроразрядного возбуждения газовых сред молекулярных СО2-, N2- и F2-лазеров с характеристиками, превосходящими мировые аналоги;
- получен ряд приоритетных результатов в таких направлениях, как физика газового разряда, генерация пучков убегающих электронов;
- предложен и исследован новый подход к получению мощных электрогидродинамических потоков, разработаны электроразрядные системы для активного управления газовыми течениями с высокими скоростными и энергетическими параметрами.

### Научно-организационная деятельность
- член президиума ВАК при Минобрнауки России;
- член редколлегий журналов «Прикладная физика» и «Успехи прикладной физики»;
- член Ученого совета ИЭЭ РАН.